# Ан-225
Ан-225 «Мрия» (укр. Мрія: «Мечта», по кодификации НАТО: англ. Cossack «Казак») — советский и украинский транспортный реактивный самолёт сверхбольшой грузоподъёмности разработки ОКБ имени О. К. Антонова. Был самым большим и грузоподъёмным самолётом за всю историю мировой авиации.
Самолёт был спроектирован и построен в СССР в единственном экземпляре на Киевском механическом заводе (руководитель проекта — В. И. Толмачёв) в 1984—1988 годах. Первый полёт был совершён 21 декабря 1988 года. Изначально было заложено две машины; только один экземпляр находился в лётном состоянии и эксплуатировался украинской компанией Antonov Airlines. В СССР имел бортовой номер СССР-82060, после распада СССР перешёл в собственность Украины и получил бортовой номер UR-82060. Второй экземпляр не достроен.
Единственный лётный экземпляр разрушен в ангаре 25 февраля 2022 года в боях за аэропорт «Антонов» в ходе военного вторжения России на Украину.

## История

### Цели создания

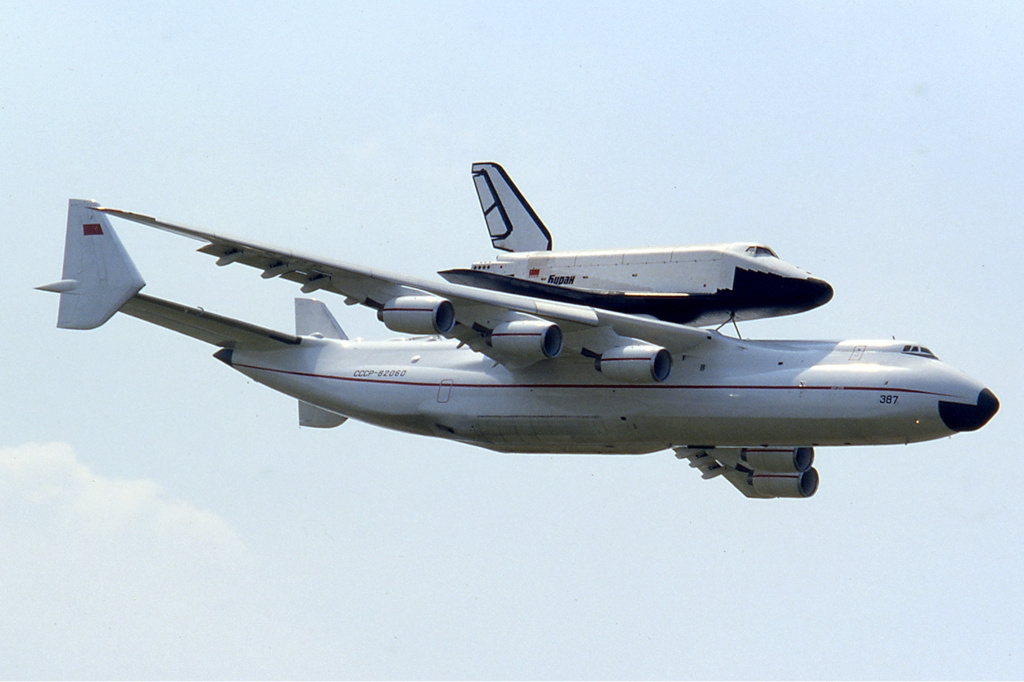
Ан-225 и «Буран»

Причиной постройки Ан-225 была необходимость создания авиатранспортной системы для проекта многоразового космического корабля «Буран». Основным назначением тяжёлого транспортного самолёта в рамках данного проекта была перевозка различных компонентов ракеты-носителя и космического корабля от места производства и сборки к месту запуска. Также существовала важная задача доставки космического челнока на космодром в случае приземления его на запасных аэродромах.
Кроме того, предполагалось использование Ан-225 в качестве первой ступени системы воздушного старта космического корабля, что требовало от самолёта грузоподъёмности не менее 250 тонн.
Так как блоки ракеты-носителя «Энергия» и сам «Буран» имели габариты, превышающие размеры грузового отсека Ан-225, на самолёте предусматривалось крепление наружных грузов. Наличие спутной струи от закреплённого наверху фюзеляжа крупногабаритного груза потребовало заменить однокилевое хвостовое оперение Ан-124 двухкилевым, чтобы избежать его аэродинамического затенения.
Таким образом, Ан-225 создавался как самолёт, предназначенный для решения узкого круга уникальных транспортных задач, но использование Ан-124 в качестве основы обусловило возможность в дальнейшем использовать его как сверхтяжёлый транспортный самолёт для перевозки крупногабаритных грузов.
Часто ошибочно указывают П. В. Балабуева главным конструктором. Тем не менее Балабуев являлся генеральным конструктором всего КБ в 1984—2005 годах. В то же время главным конструктором-руководителем проекта постановлением Совета министров СССР был назначен В. И. Толмачёв.

### Кооперация при создании самолёта

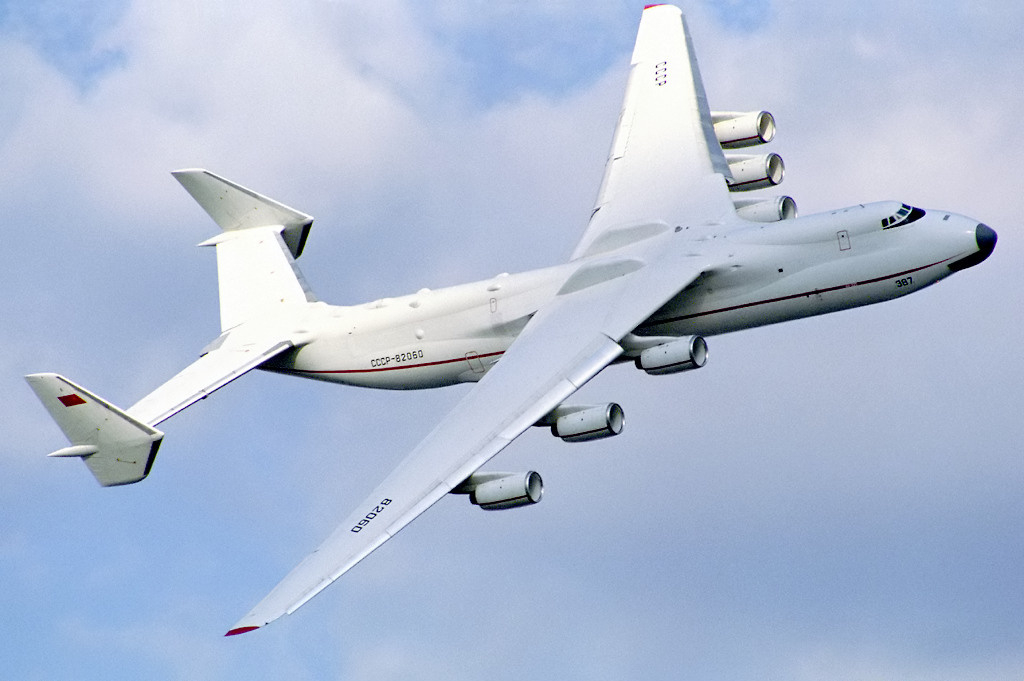
Ан-225 на авиасалоне Фарнборо, 1990 год

Согласно мемуарам одного из конструкторов самолёта Ан-225 Анатолия Вовнянко:

⟨…⟩ В 1985 году на Политбюро ЦК КПСС было принято решение о развёртывании работ по постройке самолёта Ан-225, и необходимо было разворачивать работы как на КМЗ, так и в масштабах Министерства авиационной промышленности (МАП) ⟨…⟩
⟨…⟩ На всех заводах, участвующих в кооперации и поставляющих комплектующие, шла очень тяжёлая, напряжённая работа, так как сроки были очень жёсткие ⟨…⟩
⟨…⟩ В создании, постройке, лётных испытаниях и сертификации непосредственно и косвенно участвовали сотни тысяч учёных, конструкторов, инженеров, военных, лётчиков, рабочих и других специалистов бывшего СССР ⟨…⟩ Всем им низкий поклон и огромное спасибо!

Ниже в таблице приведены лишь некоторые основные предприятия-участники создания самолёта Ан-225:
| Основные произведённые предприятием работы | Город     | Название предприятия на момент производства                                                   | Современное название предприятия (на IV.2014 г.)                                                                            |
| --- | --------- | --------------------------------------------------------------------------------------------- | --- |
| Проектирование: основные проектные работы по самолёту. Производство: большая часть новых узлов, небольших деталей фюзеляжа и деталей систем, обтекатели и зализы, носовая часть центроплана и другие. Сборка: сборка фюзеляжа в стапеле, общая сборка самолёта. Прочие работы: все работы после сборки. | Киев      | Киевский механический завод (КМЗ) / ОКБ имени О. К. Антонова · ( СССР)                        | Государственное предприятие «АНТК имени О. К. Антонова» (подразделение Государственного предприятия «Антонов») · ( Украина) |
| Производство: новые крупногабаритные фрезерованные силовые шпангоуты, низинки и кронштейны фюзеляжа, некоторые серийные узлы и детали самолёта | Ульяновск | «Ульяновский авиационно-промышленный комплекс» (УАПК) · ( СССР)                               | АО «Авиастар-СП» · ( Россия)                                                                                                |
| Производство: новые центральные части крыльев с закрылками и концевые (отъёмные) части крыльев — серийные консоли от Ан-124 | Ташкент   | «Ташкентское авиационное производственное объединение имени В. П. Чкалова» (ТАПОиЧ) · ( СССР) | ГАО «Ташкентское авиационное производственное объединение имени В. П. Чкалова» · ( Узбекистан)                              |
| Производство: носовая часть фюзеляжа, крепления передних стоек шасси, новое горизонтальное и вертикальное оперение, пилоны и капоты двигателей, шарико-винтовые механизмы для передних стоек фюзеляжа и другие.                                                                                         | Киев      | «Киевское авиационное производственное объединение» (КиАПО) · ( СССР)                         | Серийный завод «Антонов» (подразделение Государственного предприятия «Антонов») · ( Украина)                                |
| Проектирование: новый комплекс пилотажного оборудования А-825 модернизированный (комплекс управления самолётом А-825М) Производство: комплекс управления самолётом А-825М | Москва    | «Московский институт электромеханики и автоматики» (МИЭА) · ( СССР)                           | ОАО «Московский институт электромеханики и автоматики» · ( Россия)                                                          |
| Производство: серийные двигатели Д-18Т | Запорожье | «Запорожский моторостроительный завод» (Моторный завод № 29) · ( СССР)                        | Публичное акционерное общество «Мотор Сич» · ( Украина)                                                                     |
| Проектирование: новые шасси самолёта Производство: шасси самолёта. | Горький   | «Гидромаш» · ( СССР)                                                                          | Нижегородское открытое акционерное общество «Гидромаш» · ( Россия)                                                          |
| Покраска: специализированная покраска полиуретановой краской (в Киев привлечены специалисты из Воронежа) | Воронеж   | «Воронежский авиационный завод» · ( СССР)                                                     | Воронежское акционерное самолётостроительное общество · ( Россия)                                                           |

### Эксплуатация

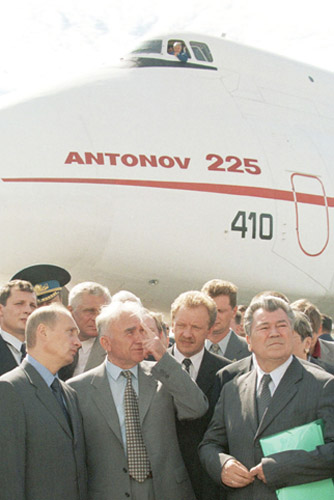
Посетители выставки «МАКС» у Ан-225, 2001 год

Впервые поднялся в небо 21 декабря 1988 года с заводского аэродрома опытно-конструкторского бюро имени О. К. Антонова. Полёт продолжался полтора часа (с 12:15 до 13:45).
При том, что самолёт создавался в СССР для перевозки компонентов ракет-носителей «Энергия» и космического корабля «Буран», к моменту окончания строительства первого Ан-225 все необходимые перевозки были выполнены самолётом ВМ-Т «Атлант». В программе «Буран» Ан-225 поучаствовал, только перевезя «Буран» на Парижский авиасалон в мае 1989 года и совершив несколько показательных полётов на Байконуре в апреле 1991 года.
После распада СССР единственный летающий экземпляр самолёта в 1994 году прекратил полёты, с него были сняты двигатели и другое оборудование для использования в «Русланах». Впрочем, к 2000-м годам в нём появилась потребность, и его восстановили силами украинских предприятий. Также авиалайнер подвергся доработке, чтобы соответствовать стандартам самолётов для гражданской авиации.
23 мая 2001 года были выданы сертификаты типа на Ан-225 «Мрия» Авиационным регистром Межгосударственного авиационного комитета (АР МАК) и Государственным департаментом авиационного транспорта Украины («Укравиатранс»), что позволило начать коммерческое использование самолёта в качестве перевозчика грузов. Ан-225 был зарегистрирован на Украине, выполнял коммерческие грузовые перевозки в составе авиатранспортного подразделения АНТК имени О. К. Антонова — авиакомпании Antonov Airlines.
В период с 10 по 15 мая 2016 года «Мрия» совершила перелёт из Украины в Австралию, совершив по пути 4 промежуточные посадки — в аэропорту имени Вацлава Гавела (Прага, Чехия), аэропорту Туркменбаши (Туркменистан), Международном аэропорту имени Раджива Ганди (Хайдарабад, Индия) и аэропорту Куала-Лумпур (Куала-Лумпур, Малайзия). 15 мая самолёт приземлился в аэропорту австралийского города Перт. Дальность перелёта составила свыше 15,5 тысяч км. Его грузом был 117-тонный генератор фирмы Brush SEM. 14 ноября 2016 года «Мрия» приземлилась в бразильском аэропорту Виракопус. Самолёт доставил в Сантьяго изготовленную в Бразилии компанией ABB электротурбину весом 155 тонн (общий вес груза — 182 тонны), что представляет собой рекорд для Южной Америки.

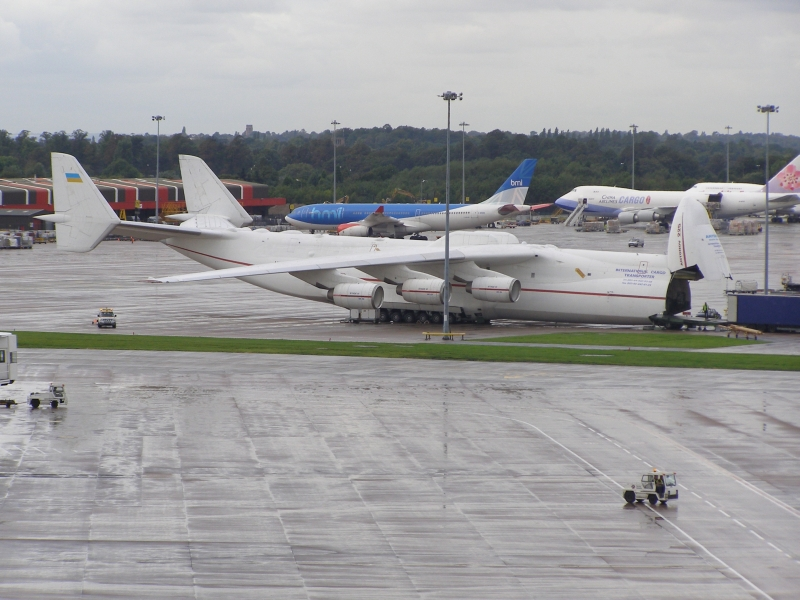
Ан-225 с открытым грузовым люком

10 ноября 2016 года в аэропорту Лейпциг на втором двигателе самолёта, после заруливания на стоянку и выключения произошёл выброс пламени. Экипажем выполнена холодная прокрутка двигателя. Прибывшая пожарная команда констатировала нормализацию обстановки. На следующий день самолёт продолжил работу.
В феврале 2019 года один из создателей Ан-225 Анатолий Вовнянко отмечал, что «Ан-225 в последние годы выполнял 1—3 перевозки крупногабаритных грузов в год».
С 2019 года проходил 18-месячный ремонт (получил новый двигатель производства украинского «Ивченко-Прогресс» и обновлённую авионику), впервые взлетев в конце марта 2020.
11 апреля 2020 года выполнил первый коммерческий рейс после ремонта из Киева в Тяньцзинь с дозаправкой в Алма-Ате для доставки грузов из Китая для Польши, для борьбы с COVID-19 в Польше. Рейс ADB3354 Тяньцзинь — Алма-Ата — Варшава проходил с 13 по 14 апреля 2020 года, полёт имел статус правительственного.
24 августа 2021 года принял участие в авиационной части военного парада, посвящённого 30-летию независимости Украины.

### Разрушение

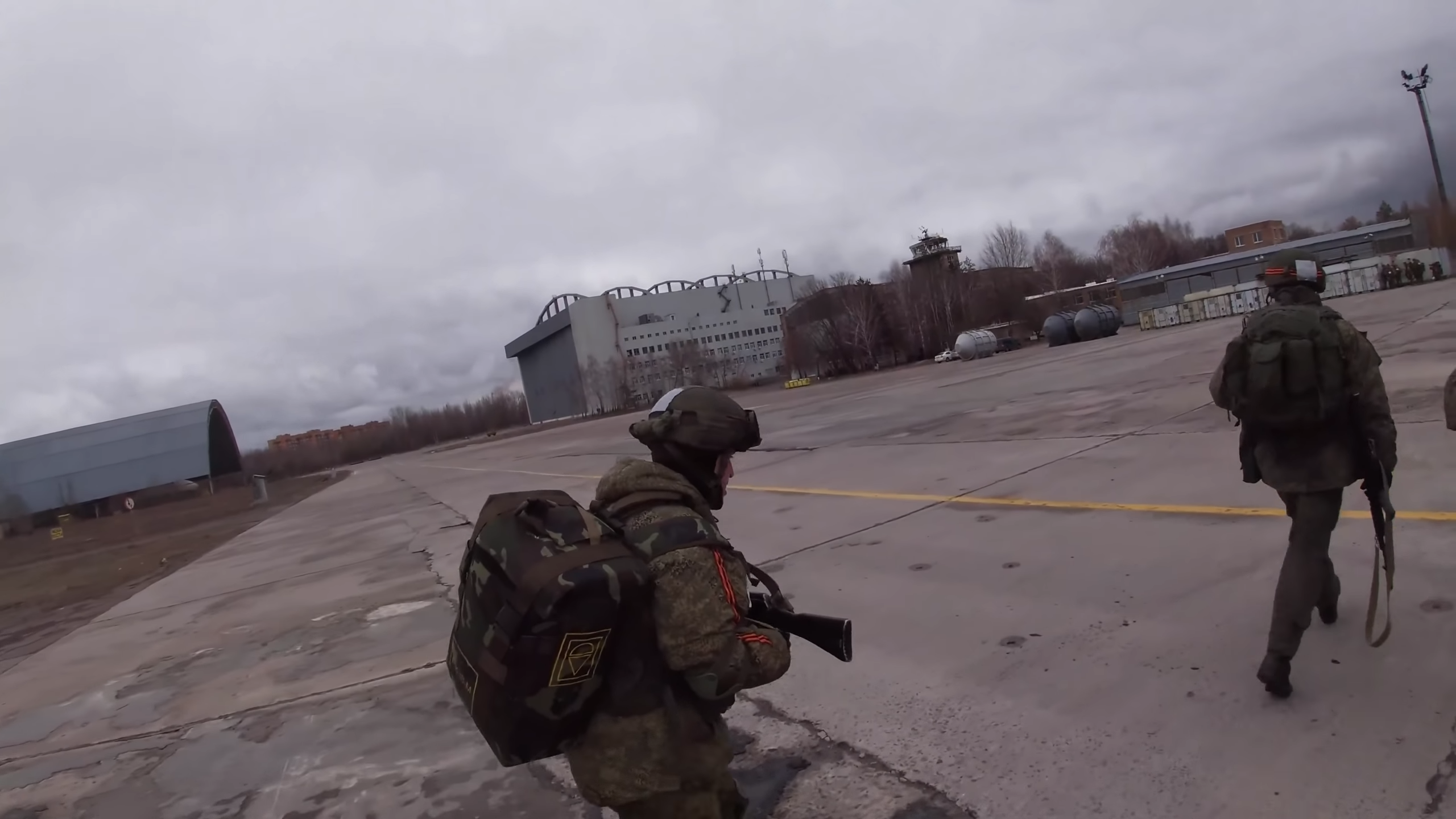
Бойцы ВДВ России после высадки на аэродром пробегают мимо ещё целого ангара с ещё целым самолётом Ан-225

Мрия находилась в ангаре с 5 февраля 2022 на ремонте двигателей. Украинский оборонно-промышленный концерн «Укроборонпром» сообщил, что по состоянию на утро 24 февраля 2022 года самолёт находился на ремонтных и регламентных работах на площадке Antonov Company в Гостомеле; один из двигателей был снят для проведения ремонта, и улететь именно в этот день самолёт не смог, хотя соответствующие команды в условиях вторжения Российской Федерации были даны. По информации руководителя диспетчерского центра аэропорта Антонова Владимира Смуса, ремонт был закончен 23 февраля в 21:45. Однако самолёт не стали эвакуировать, так как сотрудники предприятия Антонова не верили в вероятность полномасштабного вторжения РФ.
В итоге самолёт, находившийся в ангаре аэропорта города Гостомеля, был разрушен в ходе боёв за аэропорт «Антонов».
27 февраля в Укроборонпроме, который через дочернюю компанию (ГП Антонов) владел самолётом, заявили, что Ан-225 уничтожен российскими войсками.
3 марта 2022 года российский Первый канал показал снятый напротив ангара с Ан-225 репортаж, в котором был показан самолёт с существенно повреждённой — в том числе в результате пожара — передней частью фюзеляжа.

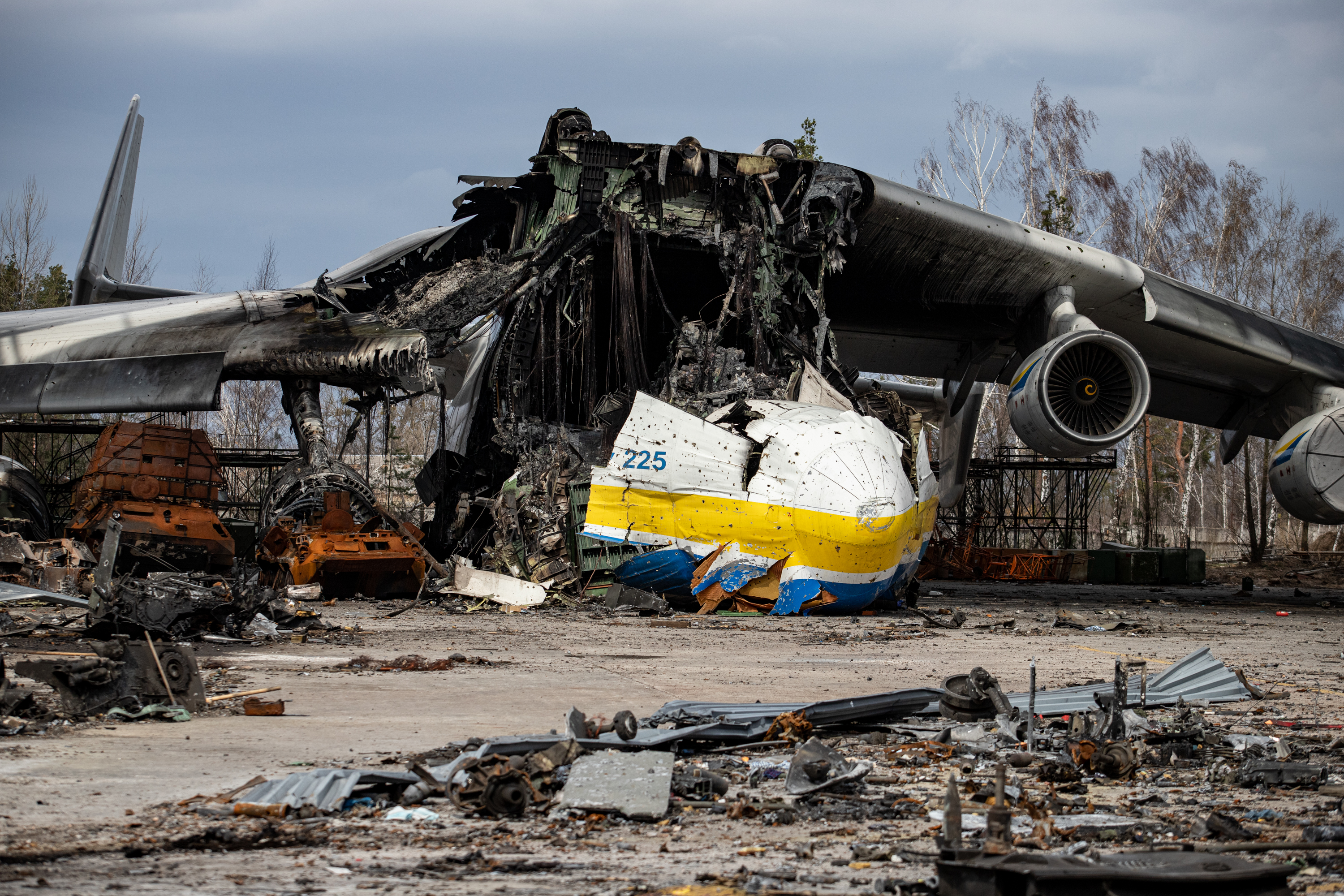
Разрушенный Ан-225

27 мая обломки самолёта предположительно были вывезены из аэропорта на утилизацию. ГП «Антонов» заявил, что информация об утилизации самолёта не верна, а видео вывоза передней части фюзеляжа было снято и распространено без разрешения ГП «Антонов» и соответствующих государственных органов.
Служба безопасности Украины установила, что в январе-феврале 2022 года бывший генеральный директор ГП «Антонов» Сергей Бычков закрыл Национальной гвардии Украины доступ на аэродром в Гостомеле и помешал возведению укреплений. Следователи также считают, что именно халатность Бычкова привела к потере самолёта Ан-225, ведь судно могло улететь в Германию задолго до 24 февраля 2022 года. В марте 2023 года Сергея Бычкова арестовали, а в апреле ему официально выдвинули подозрение за потерю Ан-225 «Мрия» и ущерб, причиненный ГП «Антонов» на сумму на 8,4 млрд грн.

### Восстановление
Восстановление легендарного Ан-225 на сегодня является одним из приоритетных проектов ГП «Антонов». По утверждению президента Украины Владимира Зеленского, Министерства обороны Украины и концерна «Укроборонпром», восстановление единственного экземпляра самолёта, уничтоженного в аэропорту Гостомель под Киевом в ходе вторжения войск Российской Федерации на Украину, займёт несколько лет и потребует больше 3 млрд долларов. В мае 2022 года Президент Украины Владимир Зеленский назвал восстановление самолёта Ан-225 «Мрия» вопросом имиджа Украины, а также знаком памяти для всех украинских пилотов, погибших во время российско-украинской войны.
7 ноября 2022 года ГП «Антонов» заявил о продолжении строительства второго Ан-225 с использованием деталей разрушенной «Мрии» в секретном месте. 8 ноября 2022 года ГП «Антонов» опровергло слухи о строительстве второго самолёта «Мрия». Информация о строительстве второго экземпляра самолёта Ан-225 «Мрия» оказалась недостоверной, в ГП «Антонов» опровергли данную информацию. По данным пресс-службы предприятия, речь идёт о начале конструкторских работ, но никак не о сборке самолёта[нужен лучший источник].
Новую «Мрию» не будут строить с нуля, есть готовый фюзеляж. Сейчас идёт исследование поврежденного самолёта и демонтаж агрегатов, которые можно будет использовать в дальнейшем. Это хвостовая часть, кили, стабилизаторы, крылья, двигатели. Проектная команда уже сформировала технический вид новой «Мрии». Это достаточно масштабная и сложная задача, поскольку обновление оборудования и систем происходит постоянно.
Руководство ГП «Антонов» уверяет, что новые разработки будут использоваться в других перспективных самолётах, а новая «Мрия» сможет приносить ежегодно минимум 30 млн долларов прибыли и окупится за 15 лет.
Финальный бюджет восстановления новой «Мрии» пока неизвестен: сейчас ведутся подсчеты, общая сумма будет зависеть от ряда факторов. Например, где будут производиться детали (собственным ресурсом или с привлечением партнёров-подрядчиков), какую часть восстановленных агрегатов можно будет использовать при строительстве нового самолёта, какая будет логистика доставки отдельных деталей, узлов и т. д.
Уже сейчас финансово поддержать восстановление Ан-225 готовы международные доноры. Никаких государственных средств или дотаций из бюджета на этот проект по состоянию на 2024 год не планируется.
27 февраля 2023 года презентовали новое DLC для Microsoft Flight Simulator ― Ан-225 «Мрия». Это первое успешное сотрудничество по привлечению средств на восстановление Ан-225. Качественного результата добились благодаря слаженной работе команды Microsoft Flight Simulator, проектной команды ГП «Антонов», активного содействия министра цифровой трансформации Михаила Фёдорова и Министерства цифровой трансформации Украины и, конечно, при поддержке и экспертизе пилотов и инженеров ГП «Антонов». Всю прибыль от продажи дополнения «Mriya add-on» в Microsoft Flight Simulator компания Microsoft перечислит на специальный счёт для восстановления Ан-225.

## Описание самолёта

### Функции и возможности
Самолёт имел возможность:
- перевозки грузов широкого назначения (крупногабаритных, тяжёлых, длинномерных) общей массой до 250 т;
- внутриконтинентальной беспосадочной перевозки грузов массой 180—200 т;
- межконтинентальной перевозки грузов массой до 150 т;
- перевозки тяжёлых крупногабаритных моногрузов массой до 200 т снаружи на фюзеляже;
- самолёт является базой для создания авиационно-космических систем (проект).

Самолёт обладает вместительной грузовой кабиной, которая позволяет перевозить внутри фюзеляжа различные грузы, например:
- 16 десятитонных универсальных авиационных контейнеров УАК-10;
- 50 легковых автомобилей;
- моногрузы весом до 200 т (турбины, генераторы, автосамосвалы «БелАЗ», «Комацу», «Юклид» и тому подобное).

### Техническое описание
Ан-225 представлял собой шестимоторный турбовентиляторный высокоплан со стреловидным крылом и двухкилевым оперением. Оборудован шестью авиадвигателями Д-18Т производства Запорожского моторостроительного завода разработки ЗМКБ «Прогресс» имени академика А. Г. Ивченко.
Размеры грузовой кабины: длина — 43 м, ширина — 6,4 м, высота — 4,4 м. Грузовая кабина самолёта герметична, что значительно расширяет его транспортные возможности. Над грузовой кабиной на 2-й палубе — кабина для шести человек сменного экипажа и 88 человек, сопровождающих груз.
Бортовой комплекс погрузочного оборудования, а также конструкция переднего грузового люка с рампой обеспечивали быстрое и удобное проведение погрузочно-разгрузочных работ. Самолёт способен перевозить на фюзеляже уникальные грузы, габариты которых не позволяют разместить их на других наземных и воздушных транспортных средствах. Для установки этих грузов на фюзеляже имеется специальная система крепления.
Самолёт Ан-225 имеет большую степень преемственности и унификации по системам, агрегатам, узлам и деталям планера, силовой установки и оборудования с сертифицированным самолётом Ан-124-100 («Руслан»). Основные отличия от Ан-124:
- новый центроплан;
- увеличение длины фюзеляжа за счёт вставок;
- замена хвостового оперения на двухкилевое;
- отсутствие хвостового грузового люка;
- увеличение количества стоек основного шасси;
- система крепления и наддува наружных грузов;
- два дополнительных двигателя.

### Лётно-технические характеристики
- Экипаж, чел: 6
- Размах крыла, м: 88,4
- Длина, м: 84
- Высота, м: 18,2
- Площадь крыла, м²: 905
- Масса:
  - пустого самолёта, кг: 216 000[47]
  - максимальная взлётная, кг: 640 000
- Тяга нефорсажная, кН: 1377
- Масса топлива, нормальная, кг: 300 000
- Крейсерская скорость, км/ч: 850[48]
- Дальность полёта:
  - практическая, км: 15 400
  - практическая с нагрузкой в 200 тонн, км: 4000[48]
- Практический потолок, м: 12 000[48]
- Полезная нагрузка, кг: до 250 000

Двигатель
- Тип двигателя: турбореактивный двухконтурный
- Модель: «Д-18Т»[49]
- Тяга:
  - взлётный режим, кгс: 6×23 430
  - крейсерский режим, кгс: 6×4860
- Масса двигателя, кг: 6 × 4100
- Удельный расход топлива
  - крейсерский режим, кг/кгс·ч: 0,57-0,63
  - взлётный режим, кг/кгс·ч: 0,34
- Межремонтный ресурс, ч: 6000
- Габариты:
  - длина, мм: 5400
  - диаметр, мм: 2330

Все системы управления резервированы четырёхкратно. В остальном Ан-225 практически полностью соответствует самолёту Ан-124, что существенно облегчило и удешевило как его создание, так и эксплуатацию.

### Рекорды самолёта
Ан-225 является самым тяжёлым грузовым самолётом, когда-либо поднимавшимся в воздух. Единственный самолёт, превосходящий Ан-225 по размаху крыла — это Hughes H-4 Hercules, который относится к классу летающих лодок и поднимался в воздух всего один раз в 1947 году. В 2017 году в США был представлен самый большой двухфюзеляжный транспортный самолёт Scaled Composites Stratolaunch Model 351, превосходящий Ан-225 и Hughes H-4 Hercules по размаху крыльев (117 м), однако, по предварительным данным, он уступает «Мрии» по максимальной взлётной массе и грузоподъёмности (первый полёт Stratolaunch состоялся в 2019 году), и является двухфюзеляжным.
Самолёт «Мрия» установил ряд мировых рекордов взлётного веса и грузоподъёмности. 22 марта 1989 года Ан-225 совершил полёт с грузом 156,3 тонны. В августе 2004 года был поставлен новый рекорд — «Мрия» перевезла двести пятьдесят тонн спецтехники по заказу компании Zeromax GmbH из Праги в Ташкент.
В августе 2009 года самолёт был занесён в Книгу рекордов Гиннесса за перевозку самого большого в истории авиации моногруза общим весом в 187,6 тонны. Это был генератор весом в 174 тонны, который транспортировался вместе со специальной рамой из немецкого Франкфурта в Ереван для новой армянской электростанции (смотри Discovery Science, передача «Спецназ „Тяжёлые машины“»).
«Мрии» принадлежит абсолютный рекорд грузоподъёмности — 253,8 тонны.
10 июня 2010 года перевезён самый длинномерный груз в истории воздушных транспортировок — две лопасти ветрогенератора длиной 42,1 метра каждая. В ноябре 2016 года (смотри выше) был перевезён рекордный для Южной Америки вес — турбогенератор в специальной конструкции общим весом 182 тонны.
В общей сложности данный самолёт — обладатель около двухсот пятидесяти мировых рекордов.

## Второй экземпляр Ан-225
Второй экземпляр самолёта Ан-225 готов примерно на 70 % и находится (2022) на киевском заводе «Антонов», где его планировалось достроить при наличии финансирования. Ещё с советских времён остались центроплан, фюзеляж и крыло. Эта машина может быть достроена, если появится заказчик.
В 2006 году генеральный директор Киевского завода «Авиант» Олег Шевченко говорил, что для завершения постройки самолёта Ан-225 необходима сумма, приблизительно равная 90 млн долл. США; вместе с проведением испытаний самолёта сумма составила бы 120 млн долларов.
30 августа 2016 года китайская компания Aerospace Industry Corporation of China (AICC) и украинское госпредприятие «Антонов» подписали соглашение о намерениях, которое предусматривает достройку и модернизацию второго экземпляра Ан-225 с последующей передачей его Китаю, вместе с документацией и чертежами. Однако в декабре 2017 года СМИ сообщили, что китайские власти потеряли интерес к самолёту, поскольку большинство аэропортов в мире неспособны принимать летательные аппараты такой массы и габаритов.
В июле 2019 года Daily Mirror писала, что украинские производители собрались завершить строительство второго Ан-225 «Мрия».
Президент ГП «Антонов» Александр Донец в 2019 году отмечал: «Это [достройка второго самолёта Ан-225] очень дорогостоящий проект. Дело в том, что самолёт надо полностью перепроектировать. Стоимость проектно-конструкторских работ, закупки нового оборудования и сертификации самолёта составит сотни миллионов долларов. Такой проект может быть эффективен в рамках аэрокосмической программы, но не для коммерческих авиаперевозок».

## Эксплуатанты
- [комм 1] Авиакомпания «Авиалинии Антонова» (подразделение КБ Антонов)

## В культуре

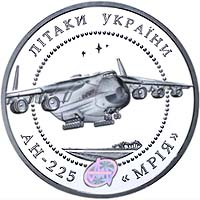
Ан-225 на серебряной монете 20 гривен

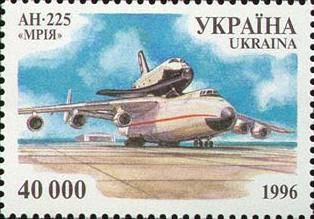
Ан-225 на почтовой марке Украины

- В 1987 году в СССР издан художественный маркированный конверт «Слава Великому Октябрю!» с изображением самолёта (художник В. Хмелёв).
- В 1996 году Почта Украины выпустила почтовую марку с изображением самолёта номиналом 40 000 купоно-карбованцев; также изображение Ан-225 имеется в одном из почтовых выпусков Гамбии номиналом 7 даласи.
- В 2002 году на Украине выпущены юбилейные монеты с изображением Ан-225 номиналом 5 и 20 гривен на реверсе. Монета номиналом в 20 гривен является одной из самых больших юбилейных монет Украины: диаметр 50 мм, вес 62,2 грамм.
- В 2003 году от имени Соломоновых Островов была выпущена коллекционная серебряная монета номиналом 25 долларов.
- В 2008 году от имени Островов Кука был осуществлён выпуск серебряной (1 унция) монеты с изображением самолёта достоинством в 1 доллар.
- В 2016 году от имени Соломоновых Островов был выпущен почтовый блок с изображением самолёта номиналом в 35 долларов.
- Самолёт показан в фильме «2012» под названием «Антонов-500»; в фильме самолёт видоизменён — имеется задняя погрузочная рампа, которая отсутствует у оригинального самолёта «Мрия».
- В игре «Battlefield: Bad Company 2» отряд армии США пытается уничтожить оружие массового поражения, которое перевозят на самолёте. Один из пехотинцев узнаёт этот самолёт и сообщает товарищам, что это самый большой самолёт в мире — Ан-225 «Мрия» и добавляет перевод этого слова (в русскоязычной версии — «Мечта»). В игре самолёт видоизменён — он оснащён четырьмя двигателями вместо шести, имеется задняя погрузочная рампа, которая отсутствует у оригинального самолёта «Мрия» и в целом самолёт больше похож на Ан-124, включая однокилевое хвостовое оперение.
- В Microsoft Flight Simulator[64], обновление от 27.02.2023, как часть «цифрового музея».